# Simulacrum (Band)
Simulacrum ist eine finnische Progressive- und Power-Metal-Band aus Turku, die 1999 gegründet wurde.

## Geschichte
Die Geschichte der Band geht auf das Jahr 1999 zurück, als der fünfzehnjährige Christian „Chrism“ Pulkkinen, beeinflusst durch Stratovarius und Dream Theater, die ersten Lieder komponierte. Die Lieder wurden später fast unverändert unter den Namen Hammerhead und Battle Within veröffentlicht. Pulkkinen hatte das klassische Piano studiert, seitdem er sechs war. Weitere Mitglieder waren der ebenfalls fünfzehnjährige Olli Hakala am Bass und Christians Bruder Nicholas „Solomon“ Pulkkinen als Gitarrist. Innerhalb der nächsten Jahre wurde „Simulacrum“ als Bandname gefunden. In den nächsten Jahren stießen der Schlagzeuger Markus Wallasvaara und der Sänger Niklas Broman hinzu. Anfang 2011 verließ Wallasvaara die Besetzung und als Ersatz wurde Samuel Hildén gefunden. 2012 erschien das Debütalbum The Master and the Simulacrum in einer Auflage von 500 Stück. Dessen Aufnahmen hatten bereits 2007 stattgefunden, wobei Christian Pulkkinen das Album auch abgemischt und produziert hatte. Die Band wurde daraufhin vom Magazin Inferno zur Band des Monats gewählt. 2015 erschien über Inverse Records das zweite Album Sky Divided. In ihrer Karriere ist die Band unter anderem bisher zusammen mit Seventh Wonder, Machinae Supremacy, Adamantra, Masterstroke, Oddland und Status Minor aufgetreten.

## Stil
YngwieViking von metal-temple.com schrieb in seiner Rezension zu The Master and the Simulacrum, dass hierauf eine Mischung aus Nevermore, Liquid Tension Experiment und Shadow Gallery mit leichtem Power-Metal-Einschlag zu hören ist. Die Atmosphäre sei dunkel und pessimistisch mit depressiven Melodien und das Zusammenspiel der Instrumente erinnere schon fast an Jazz Rock. Bernsen von stormbringer.at bezeichnete die Musik von Sky Divided als eine Mischung aus Progressive- und Power-Metal, sodass sie sowohl für Fans von Symphony X als auch für Fans von Sonata Arctica geeignet sei. Die Gruppe vermeide es dabei jedoch, wie eine Kopie dieser Bands zu klingen.

## Diskografie
- 2004: Demo 2004 (Demo, Eigenveröffentlichung)
- 2007: The Master and the Simulacrum (Single, Eigenveröffentlichung)
- 2011: Promo 2010 (Demo, Eigenveröffentlichung)
- 2012: The Master and the Simulacrum (Album, Eigenveröffentlichung)
- 2015: Sky Divided (Album, Inverse Records)